# Denhoff (clan)
Denhoff (Doenhoff, Dönhoff, Donhoff, Dzik, Wieprzowa Głowa) was een Poolse heraldische clan (ród herbowy) van middeleeuws Polen en later het Pools-Litouwse Gemenebest. Het wapen werd sinds de 16e eeuw voornamelijk gebruikt door de Poolse afsplitsing van het Duits-Lijfische Dönhoff geslacht.

## Telgen
De clan bracht de volgende bekende telgen voort:
- Denhoff
  - Gerard Denhoff, Woiwode van Pommeren, kasteelvoogd, penningmeester, ambassadeur
  - Jan Denhoff, kardinaal
  - Stanisław Denhoff, Woiwode van Połock, Hetman
  - Władysław Denhoff, Woiwode van pommeren
  - Ernest Denhoff, luitenant-generaal, kasteelvoogd, Woiwode van Marienburg, kroonmaarschalk en starost van Dzierzgoń
  - Kasper Denhoff, Woiwode van Dorpat
  - Ernest Magnus Denhoff, Woiwode van Parnawa
  - Jerzy Denhoff, bisschop